# Les Archers riomois
Les Archers riomois est un club français de tir à l'arc basé à Riom, dans le Puy-de-Dôme et affilié à la Fédération française de tir à l'arc.

## Histoire
Le club est fondé le 15 décembre 1979 et compte à cette époque 6 archers avec comme président Pierre Niel.
En 1995, les archers riomois organisent le premier Championnat de France quatre distances avec finales. Ce championnat a coûté environ 1 milliard de francs et a mobilisé plus de 350 bénévoles. Ils ont par la suite organisé chaque année au moins une compétition de niveau national ou international.
En 2012, le club reçoit le label Ecole du Tir à l’Arc Français de la part de la FFTA.
Le club n'a connu que 4 présidents depuis sa fondation :
- Pierre Niel, 1979
- Daniel Dessere, entre 1980 et 2000
- René Dequaire
- Julien Megret, actuellement

Le club compte en 2019 plus de 200 licenciés.

## Direction
- Président : Julien Megret[4],[3]
- Vice-présidente : Genevièvre Duport, ex vice-présidente de la FFTA[3]
- Vice-président : Aurélien Rabanet
- Secrétaire : Caroline Megret
- Secrétaire adjointe : Sarah Onzon
- Trésorier : Christelle Barsse
- Trésorier adjoint : Alexandre Onzon

## Palmarès

### International
2021
- 1re : Grand Prix - 1re étape - Individuel Femme Classique : Lisa Barbelin
- 1re : Championnat d'Europe - Individuel Femme Classique : Lisa Barbelin
- 1re : Tournoi de Qualification JO - Individuel Femme Classique : Lisa Barbelin
- 1re : Veronica's Cup - Double mixte Classique : Audrey Adiceom
- 2e : Grand Prix - 2e étape - Individuel Femme Classique : Lisa Barbelin
- 3e : Coupe du monde - 2e étape - Individuel Femme Classique : Audrey Adiceom
- 3e : Veronica's Cup - Tir par équipe Homme Classique : Romain Fichet

2019
- 1re : Championnat d'Europe salle - Tir par équipe Homme Arc à poulies : Pierre-Julien Deloche
- 2e : Championnat du Monde - Tir par équipe Homme Arc à poulies : Pierre-Julien Deloche
- 2e : Coupe du Monde - Tir par équipe Homme Arc à poulies : Pierre-Julien Deloche
- 2e : Coupe du Monde - Double mixte Arc à poulies : Pierre-Julien Deloche
- 2e : Championnat d'Europe salle - Individuel Femme Classique : Mathilde Louis
- 3e : Coupe du Monde - Tir par équipe Femme Classique : Audrey Adiceom et Lisa Barbelin

2018
- 2e : Championnat du Monde Campagne - Individuel Femme Classique : Mathilde Louis
- 2e : Juniors Cup - Double mixte Classique : Hugo Lartigue
- 2e : Juniors Cup - Tir par équipe Femme Classique : Lisa Barbelin
- 2e : Juniors Cup - Individuel Femme Classique : Lisa Barbelin
- 2e : Asia Cup - Tir par équipe Femme Classique : Audrey Adiceom
- 3e : Championnats du monde en salle - Individuel Femme Classique : Audrey Adiceom

2017
- 2e : Universiade - Double mixte Classique : Audrey Adiceom
- 2e : Coupe du Monde (2e étape) - Double mixte Classique : Audrey Adiceom
- 2e : Championnat d'Europe salle - Tir par équipe Femme Classique : Audrey Adiceom
- 3e : Juniors Cup - Tir par équipe Homme Classique : Hugo Lartigue
- 3e : Championnat du Monde jeunes - Double mixte Classique : Lisa Barbelin

2016
- 1re : Coupe d'Europe des clubs - Femme Classique : Audrey Adiceom, Sophie Planeix et Rachel Barbosa
- 2e : Championnat d'Europe jeunes - Tir par équipes Femme Classique : Audrey Adiceom et Sophie Planeix
- 2e : Juniors Cup - Tir par équipe Femme Classique : Audrey Adiceom
- 2e : Championnat du Monde salle - Tir par équipes Homme Classique : Thomas Antoine
- 3e : Coupe d'Europe des clubs - Homme Classique : Lucas Daniel, Thomas Antoine et Paul Bonneau
- 3e : Gymnasiades UNSS - Individuelle Homme Classique : Lucien Nativelle
- 3e : Championnat du Monde Universitaire Fita - Tir par équipes Homme Classique : Lucas Daniel

2015
- 1re : Coupe d'Europe des clubs - Homme Classique : Lucas Daniel, Thomas Antoine, Paul Bonneau
- 1re : Arizona Cup - Individuel Homme Classique : Lucas Daniel
- 1re : Junior Cup - Individuel Femme Classique : Sophie Planeix
- 2e : Junior Cup (Italie) - Tir par équipes Femme Classique : Sophie Planeix
- 2e : Junior Cup (Autriche) - Tir par équipes Femme Classique : Audrey Adiceom et Sophie Planeix
- 3e : Championnat du Monde Jeunes - Double mixte Classique : Sophie Planeix
- 3e : Coupe du Monde (2e étape) - Tir par équipes Hommes Classique :  Lucas Daniel

2014
- 1re : Championnat d'Europe Senior Fita - Tir par équipes Femme Classique : Sophie Planeix
- 1re : Championnats du monde en salle - Tir par équipe Homme classique : Lucas Daniel
- 3e : Championnat du Monde U. Fita - Double mixte classique : Lucas Daniel

2013
- 2e : Finale de la Coupe du Monde - Double Mixte Classique : Gaël Prevost
- 3e : Jeux Méditerranéens - Tir par équipes Femme Classique : Sophie Planeix
- 3e : Coupe du Monde - Tir par équipes Homme Classique : Gaël Prevost

2012
- 1re : European Junior Cup - Individuel Homme Classique : Lucas Daniel
- 1re : Grand Prix d'Asie - Tir par équipes Homme Classique : Gaël Prevost
- 2e : Coupe du Monde (1re étape) - Tir par équipes Homme Classique : Gaël Prevost
- 2e : European Junior Cup - Double Mixte Classique : Lucas Daniel
- 2e : Championnat d'Europe Fita Cadet/Junior - Tir par équipe Homme Classique : Lucas Daniel
- 3e : European Junior Cup - Tir par équipes Homme Classique : Lucas Daniel
- 3e : Grand Prix d'Asie - Double mixte Classique : Gaël Prevost
- 3e : Coupe du Monde (3e étape) - Individuel Homme Classique : Gaël Prevost
- 3e : Finale de la Coupe du Monde - Individuel Homme Classique : Gaël Prevost

2011
- 1re : European Junior Cup (1re étape) - Individuel Homme Classique : Lucas Daniel
- 3e : European Junior Cup (3e étape) - Double mixte Classique : Lucas Daniel

2010
- 1re : European Junior Cup - Tir par équipes Homme Classique : Lucas Daniel

### National

#### Tir FITA
2019
- 1re : Equipe Benjamins/Minimes
- 1re : Equipe Cadettes/Juniors Femmes
- 1re : Lartigue Hugo (Junior Homme classique)
- 1re : Lisa Barbelin (Junior Femme classique)
- 1re : Victoria Cipriani (Minime Femme classique)
- 1re : Siham Er'Rahmouni (Benjamin Femme classique
- 2e : Audrey Adiceom, Thomas Antoine (Double mixte Scratch)
- 2e : Treves Aurélia (Cadette Femme classique)
- 2e : Equipe Cadets/Juniors Hommes
- 2e : Equipe Femmes D1
- 3e : Equipe Hommes D1
- 3e : Pierre-Julien Deloche (Senior Homme Arc à poulies)

2018
- 1re : Equipe jeunes femmes
- 1re : Lisa Barbelin (Junior Femme classique)
- 1re : Hugo Lartigue (Cadet Homme classique)
- 2e : Equipe femmes D1
- 2e : Lisa Barbelin, Hugo Lartigue (Double mixte Jeune)
- 3e : Lisa Barbelin, Thomas Antoine (Double mixte Scratch)
- 3e : Audrey Adiceom (Senior Femme classique)

2017
- 1re : Audrey Adiceom (Senior Femme classique)
- 1re : Audrey Adiceom, Thomas Antoine (Double mixte Scratch)
- 3e : Equipe jeunes femmes D1
- 3e : Equipe jeunes hommes D1
- 3e : Mathilde Louis (Cadette Femme classique)
- 3e : Mathilde Louis, Hugo Lartigue (Double mixte Jeune)

2016
- 1re : Sophie Planeix, Thomas Antoine (Double mixte Scratch)
- 1re : Paul Bonneau (Cadet Homme classique)
- 1re : Audrey Adiceom, Sophie Planeix (Equipe de Ligue)
- 3e : Paul Bonneau, Lucien Nativelle (Equipe de Ligue)
- 3e : Audrey Adiceom (Junior Femme classique)
- 3e : Audrey Adiceom, Paul Bonneau (Double mixte Jeune)
- 3e : Equipe Hommes D1
- 3e : Equipe Jeune Femmes D1

2015
- 1re : Audrey Adiceom, Lucas Daniel (Double mixte Scratch)
- 1re : Sophie Planeix (Scratch Femme classique)
- 1re : Sophie Planeix (Junior Femme classique)
- 1re : Equipe Jeunes Femmes D1
- 1re : Sophie Planeix, Le Dreau (Double mixte Jeune)
- 2e : Audrey Adiceom, Sophie Planeix, Julie Tosolini (Equipe de Ligue)
- 2e : Thibault Druilhe, Hugo Lartigue (Equipe de Ligue)
- 2e : Audrey Adiceom (Junior Femme classique)
- 2e : Paul Bonneau (Cadet Homme classique)
- 2e : Equipe Hommes D1
- 3e : Equipe Femmes D1

2014
- 1re : Audrey Adiceom, Lucas Daniel (Double mixte jeune)
- 1re : Daniel Lucas (Junior Homme classique)
- 1re : Daniel Lucas, Faure Arthur (Equipe de ligue)
- 2e : Equipe Jeunes Mixtes
- 2e : Equipe Jeunes Femmes
- 2e : Catherine Quentel (Super Vétéran Femme classique)
- 3e : Equipe Jeunes Hommes
- 3e : Sophie Planeix (Scratch)
- 3e : Equipe Scratch Mixte

2013
- 1re : Equipe Jeunes Femmes
- 1re : Equipe Jeunes Hommes
- 1re : Audrey Adiceom (Cadette Femme classique)
- 1re : Catherine Quentel (Super Vétéran Femme classique)
- 1re : Gaël Prevost (Cadet Homme classique)
- 1re : Gaël Prevost, Guillaume Nay (Equipe de Ligue)
- 2e : Sophie Planeix, Rachel Barbosa, Audrey Adiceom (Equipe de Ligue)
- 2e : Christine Boulon (Vétéran Femme classique)
- 3e : Doriane Barsse (Cadette Femme Arc à poulies)
- 3e : Audrey Adiceom, Gaël Prevost (Double mixte scratch)
- 3e : Audrey Adiceom, Gaël Prevost (Double mixte jeune)

2012
- 1re : D2 Equipe Hommes
- 1re : Equipe Jeunes Femmes
- 1re : Equipe Jeunes Hommes
- 1re : Catherine Quentel (Super Vétéran Femme classique)
- 1re : Sophie Planeix, Rachel Barbosa, Audrey Adiceom (Equipe de Ligue)
- 1re : Gaël Prevost (Junior Homme classique)
- 2e : Gaël Prevost (Scratch Homme classique)
- 2e : Christine Boulon (Vétéran Femme classique)

2011
- 2e : Sophie Planeix, Eva Pires (Equipe de Ligue)
- 2e : Sophie Planeix (Minime Femme classique)
- 3e : Eva Pires (Cadette Femme classique)

2010
- 1re : D2 Equipe Femmes
- 1re : Arthur Faure, Lucas Daniel (Equipe de Ligue)
- 1re : Christine Boulon (Vétéran Femme classique)
- 2e : Sophie Planeix, Rachel Barbosa, Audrey Adiceom (Equipe de Ligue)
- 3e : Sophie Planeix (Minime Femme classique)
- 3e : Lucas Daniel (Cadet Homme classique)

2008
- 3e : Alryck Fournet Fayard (Benjamin Homme classique)
- 3e : D2 Equipe Femmes

2006
- 1re : Equipe Hommes
- 3e : D2 Equipe Femmes
- 3e : D2 Equipe Hommes

2000
- 1re : Bastien Larpenteur (Senior Homme classique)

1999
- 3e : Bastien Larpenteur (Senior Homme classique)

#### Tir en salle
2018
- 1re : Fernandes Sara (Benjamin Femme classique)
- 3e : Mathilde Louis (Junior Femme classique)

2017
- 1re : Thomas Antoine (Senior Homme classique)
- 1re : Mathilde Louis (Cadette Femme classique)
- 2e : Fernandes Sara (Benjamin Femme classique)

2016
- 3e : Catherine Quentel (Super Vétéran Femme classique)

2014
- 1re : Boulon Christine	(Vétéran Femme classique)
- 2e : Catherine Quentel (Super Vétéran Femme classique)
- 3e : Corentin Forest (Minime Homme classique)

2013
- 2e : Boulon Christine (Vétéran Femme classique)

2012
- 2e : Audrey Adiceom (Cadette Femme classique)

2011
- 1re : Sophie Planeix (Minime Femme classique)
- 3e : Catherine Quentel (Super Vétéran Femme classique)

2010
- 2e : Boulon Christine (Vétéran Femme classique)

2009
- 1re : Rachel Barbosa (Benjamin Femme classique)
- 2e : Sophie Planeix (Benjamin Femme classique)

2003
- 1re : Buendia Camille (Equipe de Ligue)

2000
- 1re : Bastien Larpenteur (Senior Homme classique)

#### Tir fédéral
2016
- 1re : Lucien Nativelle (Cadet homme classique)

2014
- 3e : Julie Tosolini (Minime Femme classique)
- 3e : Catherine Quentel (Super Vétéran Femme classique)

2004
- 1re : Aurelien Rabanet (Junior Homme classique)

2003
- 3e : Aurelien Rabanet (Junior Homme classique)

2002
- 3e : Caroline Duport (Senior Femme classique)

#### Campagne
2019
- 2e : Mathilde Louis

2018
- 1re : Mathilde Louis (Junior Femme classique)

2017
- 1re : Mathilde Louis (Cadet Femme classique)
- 2e : Aurélien Rabanet (Senior Homme classique)

2016
- 2e : Corentin Forest (Cadet Homme classique)

2015
- 3e : Lucien Nativelle (Cadet Homme classique)

2014
- 2e : Vives Marion (Senior Femme classique)

2013
- 3e : Aurélien Rabanet (Senior Homme classique)

2012
- 2e : Audrey Adiceom (Cadette Femme classique)
- 3e : Aurélien Rabanet (Senior Homme classique)

2011
- 1re : Rachel Barbosa (Minime Femme classique)
- 2e : Sophie Planeix (Minime Femme classique)

2010
- 2e : Sophie Planeix (Minime Femme classique)
- 3e : Aurélien Rabanet (Senior Homme classique)

2009
- 1re : Sophie Planeix (Benjamin Femme classique)
- 2e : Eva Pires (Minime Femme classique)
- 2e : Lucas Daniel (Minime Homme classique)

2008
- 1re : Aude Neste (Minime Femme classique)
- 2e : Sophie Planeix (Benjamin Femme classique)
- 3e : Lucas Daniel (Minime Homme classique)

1999
- 2e : Bastien Larpenteur (Senior Homme classique)